# Børne- og ungdomslitteratur
Børne- og ungdomslitteratur er litteratur, som er skrevet og udgivet for børn og unge mennesker, med barnet og den unge som intenderet og indskrevet læser. Dette kan fremgå af værkets paratekst, eks. forord eller bagsidetekst, eller fordi det er en del af et system. Den adskiller sig fra andre tekster læst af børn, såkaldt børnelæsning, som også omfatter voksenlitteratur, artikler og lignende. Inden for denne kategori udgives der årligt ca. 1500 titler i Danmark.

## Adaptation
Tidligere har man omtalt børnelitteratur som resultatet af en adaptation, dvs. en tilpasning af indhold og udtryk, der passer til målgruppen. Dette begreb er man dog ved at gå væk fra inden for børnelitteraturforskningen, da det kan få børnelitteraturen til at fremstå som pædagogisk bearbejdet litteratur, som ikke har samme værdi som anden litteratur. Derudover har børnelitteraturforskere bl.a. brugt udtrykket adulteration om børnelitteraturens bevægelse hen imod en større lighed med voksenlitteratur, som dermed fjerner sig fra adaptationsbegrebet.

## Ungdomslitteratur
Opstod som selvstændig genre efter USA's ungdomsoprør i 50'erne og 60'erne. Læserne er mellem 13-18 år, og teksterne har typisk fokus på ungdommen som fasen mellem barn og voksen, mellem frihed og ansvar. Ungdomslitteraturen er en overgangslitteratur, med fokus på identitet, som ofte beskriver unges livsverden fra et samtidsrealistisk udgangspunkt, hvor den unge eksperimenterer og gør oprør mod autoriteter og faste normer og regler. Hvor det har været karakteristisk for børnelitteraturen at lade hovedpersonen gennemgå et cirkulært dannelsesforløb, som den klassiske hjemme-ude-hjem-struktur, er ungdomslitteraturen mere lineær, med fokus på åbenhed og udvikling. Dog er der flere nyere børnebøger, som også bryder med de vante genreforventninger, og har mere eller mindre uafsluttede handlingsforløb, som i værker af eks. Hanne Kvist og Cecilie Eken.
De seneste år er forlag og biblioteker begyndt at bruge betegnelse young adult eller YA om værker, som ellers ville høre under genren ungdomsbøger. På engelsk dækker ordet netop over ungdomslitteratur, men i dansk sammenhæng bliver det brugt som en mere snæver genrebetegnelse, og gælder primært realistiske ungdomsromaner, hvor den unge hovedperson gennemgår en udvikling henimod voksenlivet, en såkaldt coming of age-fortælling.
Mange populære børne-/ungdomslitterære værker, særligt inden for fantasy-genren, som serierne Harry Potter, Twilight og Hunger Games, har fået en stor læserskare blandt voksne. De betegnes derfor som cross over-litteratur, hvoraf enkelte er blevet tilpasset det voksne publikum i senere udgaver, bl.a. igennem grafikken.

## Børnelitteraturens historie i Danmark
Den første danske børnebog, Børne Speigel af Niels Bredal udkom i 1568. Bogen er 28 sider lang, og angiver via korte rim om kroppen, hvordan børn bør opføre sig. I 1672 udkom Orbis Pictus (latin for “verden i billeder”), som var en af flere billedbøger der blev udgivet for børn, som både ville belære og underholde.

### 1700-tallet
I forbindelse med oplysningstiden kom oplysning og læring til folket i fokus - også til børn. Derfor blev moraliserende genrer som fabler og ulykkeshistorier også populære for børn. Danmarks første børneblad, Avis for Børn, udkom i 1779. Heri kunne børn læse historier, skuespil og nyheder.

### 1800-tallet
I romantikken blev børnenes uskyld dyrket mere, og børn måtte gerne få litterære oplevelser, gerne gennem højtlæsning. Korte former som eventyr, noveller og digte blev populære, og blev eks. udgivet i børneblade som Børnevennen, Ugeblad for Børn og Børne-Tidende. H.C. Andersens første eventyr udkom i hæftet Eventyr fortalte for Børn i 1835, og indeholdt eventyrene Fyrtøjet, Lille Claus og Store Claus, Prinsessen på ærten og Den lille Idas blomster. H.C. Andersen skrev i et sprog som børn kunne forstå, og henvendte sig direkte til barnelæseren. Børn skulle præsenteres for god litteratur, og i 1827 oprettedes de første skolebiblioteker.
Der blev skrevet mange sange i 1800-tallet, og B.S. Ingemanns kendte salmer i serien Morgensange for Børn blev skrevet i 1837. I 1800-tallet blev det populært at fejre jul i Danmark, og børnelitteratur var populære julegaver, eks. Peters Jul, som udkom i 1870.

### 1900-tallet
I starten af århundredet fik litteraturen ny konkurrence fra film og tegneserier, som fik sine egne hæfter. Der blev dog stadig udgivet mange bøger for børn, særligt romaner, og der skete en bevægelse fra de korte til de lange fortællinger. Det var for eksempel historiske romaner og robinsonader, som begge var målrettet drenge, som skulle være ærlige og modige, eks. i bøgerne om Paw af Torry Gredsted fra 1918, og Peder Most af Walter Christmas fra 1901. Der blev også skrevet bøger til piger, som ligeledes skulle vise, at de kunne klare sig selv, som eks. Karin Michaëlis’ bøger om den rejselystne og modige Bibi fra 1929-1939, Bertha Holsts roman om forældreløse Bitten, og bøgerne om den fattige Tudemarie af Maria Andersen fra 1939. Ud over bøger om selvstændige, og ofte forældreløse, børn, var litteraturen i første halvdel af 1900-tallet ofte eksotisk, og foregik ude i den fremmede, store verden. Der blev også udgivet billedbøger, hvoraf mange stadig læses, eks. Palle alene i verden fra 1942, Spørge-Jørgen af Kamma Laurents fra 1944 og Mis med de blå øjne af Egon Mathiesen fra 1949. Arne Ungermann, som illustrerede Palle alene i verden, illustrerede også tre børnebøger om maskiner, nemlig jørgens hjul, Onkel Færdselssignal og Toget. Den sjove bog.
I midten af 1900-tallet samlede børn på bøger. Både OTA-bøgerne via samlemærker fra OTA Solgryn eller album med mærker fra Rich’s kaffeerstatning, men også pga. seriebogen, hvoraf de to mest populære var Jan-bøgerne og Puk-bøgerne, som alle var skrevet af Carlo Andersen og Knud Meister. Fra 1950’erne blev der udgivet flere letlæsningsbøger, som henvendte sig til de yngste læsere, og læsere med læsevanskeligheder, eks. bøgerne om Peter Pjusk af Robert Fisker, og serien Troldepus af Dines Skafte Jespersen.
I 1967 skete der et paradigmeskift inden for dansk børnelitteratur, hvor den kunstnerisk orienterede børneroman kom i fokus, da Ole Lund Kirkegaard, Benny Andersen og Cecil Bødker debuterede som børnebogsforfattere, med hhv. Lille Virgil, Snøvsen og Eigil og Katten i sækken og Silas og den sorte hoppe. Inspireret af bl.a. Astrid Lindgren optrådte der nu selvstændige børn som bøgernes hovedpersoner, der gjorde oprør mod voksenautoriteterne, ved at tro på egne evner og handlekraft.
I 1964 fik folke- og skolebibliotekerne påbud om at indkøbe flere bøger til børn, hvor det dermed blev bibliotekarerne og lærerne, frem for forældrene, der prægede børns valg af litteratur. Bøgerne begyndte derfor i 70’erne at gå i en mere socialrealistisk retning, og handlede om børns hverdag og problemer, som ungdomsromanen Vil du se min smukke navle af Hans Hansen, og serien om Krummerne, af Thøger Birkeland. En af de mest kontroversielle bøger fra den periode, var den samfundskritiske og voldsomme Katamaranen af Bent Haller fra 1976. Netop Bent Haller står som repræsentant for genren kompleks børnelitteratur der opstår i de sidste årtier i 1900-tallet. Her bliver børnelitteraturen mere eksperimenterende, og udfordrer læseren ved bl.a. at inddrage tabuiserede emner som død, smerte og seksualitet, ved at bryde med genreforventninger og se litteraturen som ordkunst, som eks. forfatterne Louis Jensen og Josefine Ottesen.

### Børnelitteratur efter år 2000
Fra 00'erne og frem har der været stor mangfoldighed inden for børnelitteratur, men med særligt fokus på fantastiske fortællinger, bl.a. genren fantasy, som blander realitet og magi, eks. Lene Kaaberbøls Skammerens datter fra 2000. Børne- og ungdomslitteraturen blander sig derudover med flere andre medier, hvor der eks. er stor udvikling på billedsiden, med billedbøger, billedromaner og grafiske romaner, som skrives til børn og unge, der ikke tidligere har læst bøger med billeder. Forfatter Oscar K. og illustrator Dorte Karrebæk har udgivet flere værker sammen, eks. Lejren fra 2011, som var meget nyskabende i sin fortællestil. Derudover integreres nye digitale medier også i børne- og ungdomslitteraturen, hvor fortællinger kan udgives som interaktive apps der kan kombinere tekst, billede og lyd.

## Omskrivning af børnelitteratur
I forbindelse med strømninger af politisk korrekthed er der siden 80’erne blevet redigeret i børnelitterære værker, så disse ikke virker stødende på læseren og samtiden. Inden for den danske børnelitteratur er ordet "negerdreng" eks. blevet erstattet med "kokosnød" i børnesangen "Elefantens vuggevise" af Harald H. Lund. I 2016 blussede diskussionen om børnelitterær censur op i de danske medier, da svenske forlag lagde op til redigering af værker af bl.a. Astrid Lindgren og Jan Lööf, som blev kritiseret for at indeholde racistiske ord og stereotype figurer.

## Kanoniseret børnelitteratur
Der er enkelte danske, litterære værker i børnekanonen, udviklet af Kulturministeriet:
- Silas og den sorte hoppe af Cecil Bødker
- Halfdans ABC af Halfdan Rasmussen & Ib Spang Olsen

I dansk litteraturs kanon indgår, i den vejledende folkeskolekanon, også forfattere, som har beskæftiget sig med børnelitteratur, nemlig:
- Cecil Bødker
- Halfdan Rasmussen
- Egon Mathiesen
- Ole Lund Kirkegaard
- Benny Andersen

Derudover har børnelitteraturforsker Torben Weinreich, sammen med Kari Sønsthagen, også givet sit bud på en kanonisering af den danske børnelitteratur i bogen: Værker i børnelitteraturen. 100 danske børnebøger 1555-2008.

## Danske børnelitteraturpriser
- Danmarks Skolebibliotekarers børnebogspris
- Gyldendals Børnebogspris
- Klods Hans-prisen
- Kommunernes Skolebiblioteksforenings forfatterpris
- Kulturministeriets Børnebogspris
- Kulturministeriets Illustratorpris
- Orla-prisen
- Silas Prisen (Det danske Akademi)
- Skriver-prisen (Undervisningsministeriets Let-læsningspris)
- Wilhelm Hansen Fondens Hæderspris